# Saison 2 de Perdus dans l'espace
Chronologie
Saison 1 Saison 3
Cet article présente le guide des épisodes de la deuxième saison de la série télévisée américaine Perdus dans l'espace (Lost in Space), mise en ligne le 24 décembre 2019 sur Netflix.

## Synopsis
Après avoir été téléporté dans un autre système solaire, la famille Robinson tente de survivre tant bien que mal sur une planète désolée. Face à la dégradation de leur conditions de vie, ils sont contraints de repartir; ils ont cependant la bonne surprise de retrouver le Résolution intact, ainsi que les autres colons. Cependant, le vaisseau-mère a ses secrets qu'il faudra percer si les colons veulent pouvoir se débarrasser des robots aliens qui les menacent.

## Distribution

### Acteurs principaux
- Molly Parker (VF : Déborah Perret) : Maureen Robinson
- Toby Stephens (VF : Jérôme Pauwels) : John Robinson
- Maxwell Jenkins (VF : Fanny Bloc) : Will Robinson
- Taylor Russell (VF : Justine Berger) : Judy Robinson
- Mina Sundwall (VF : Lou Dubernat) : Penny Robinson
- Ignacio Serricchio (VF : Anatole de Bodinat) : Don West
- Parker Posey (VF : Claire Guyot) : June Harris / Dr Smith
- Brian Steele (en) : Le Robot (à partir de l’épisode 5)
- Ajay Friese (VF : John Kokou) : Vijay Dhar (à partir de l’épisode 4)
- Sibongile Mlambo (VF : Geraldine Asselin) : Angela (à partir de l’épisode 4)

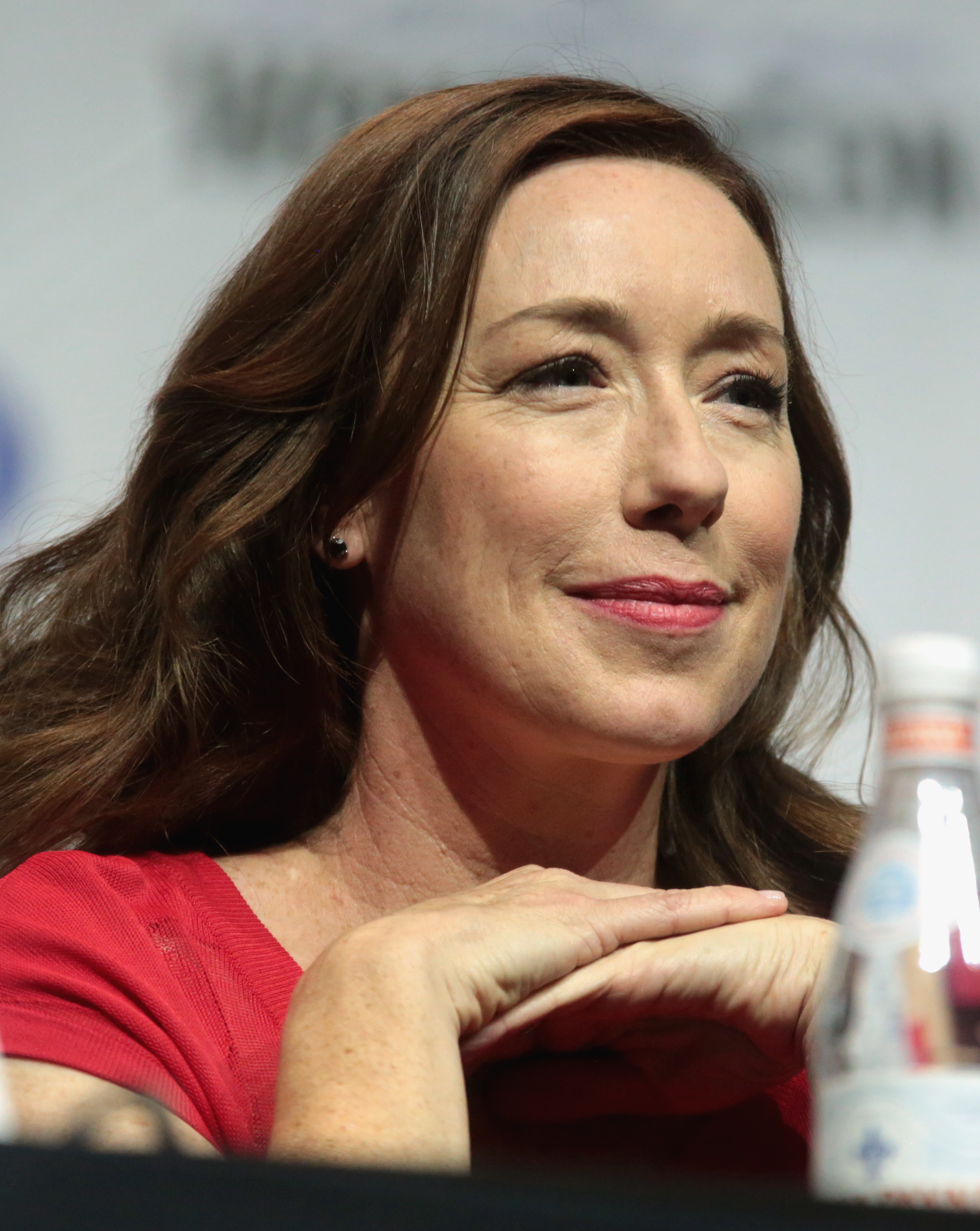
Molly Parker interprète Maureen Robinson.
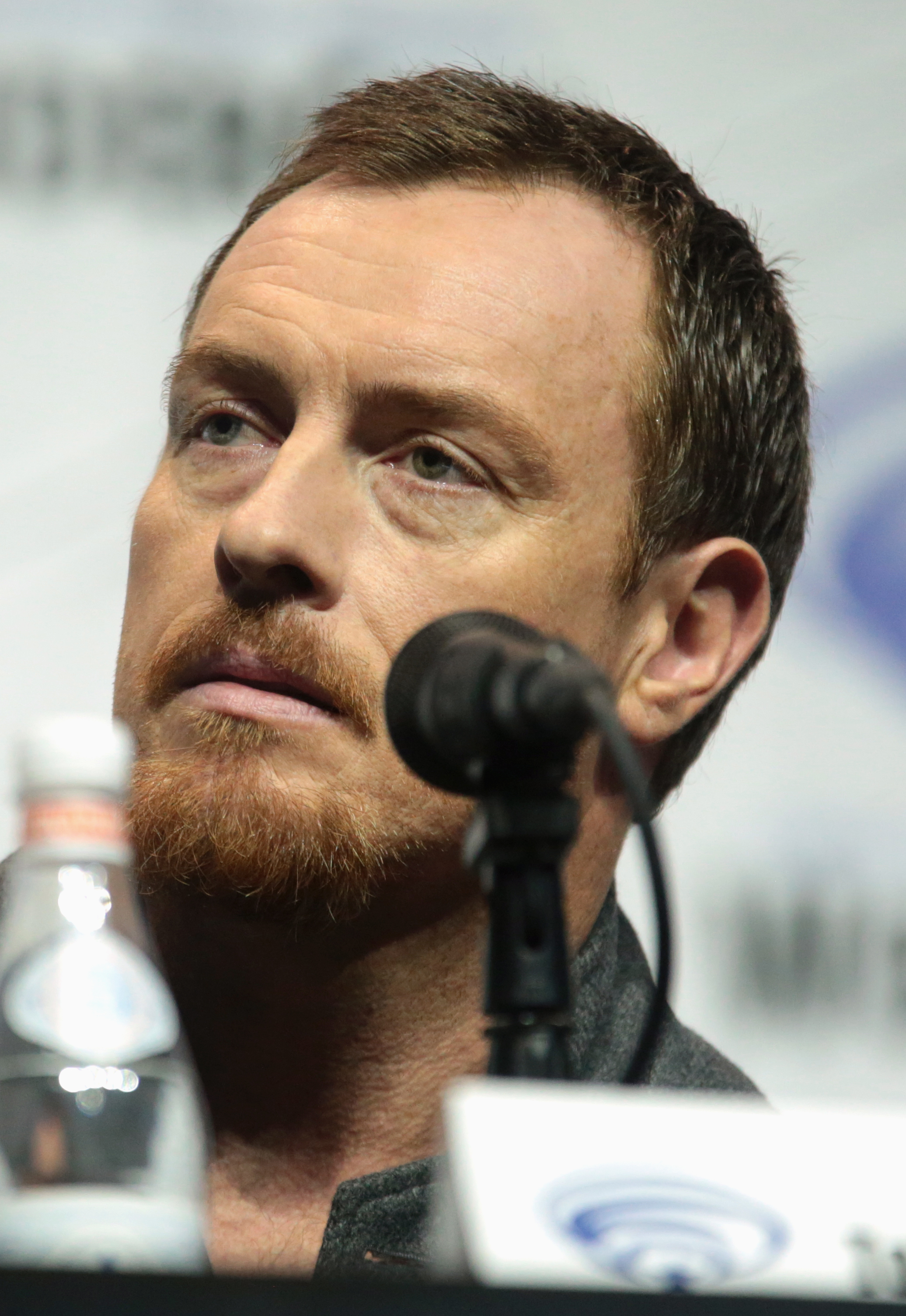
Toby Stephens interprète John Robinson.
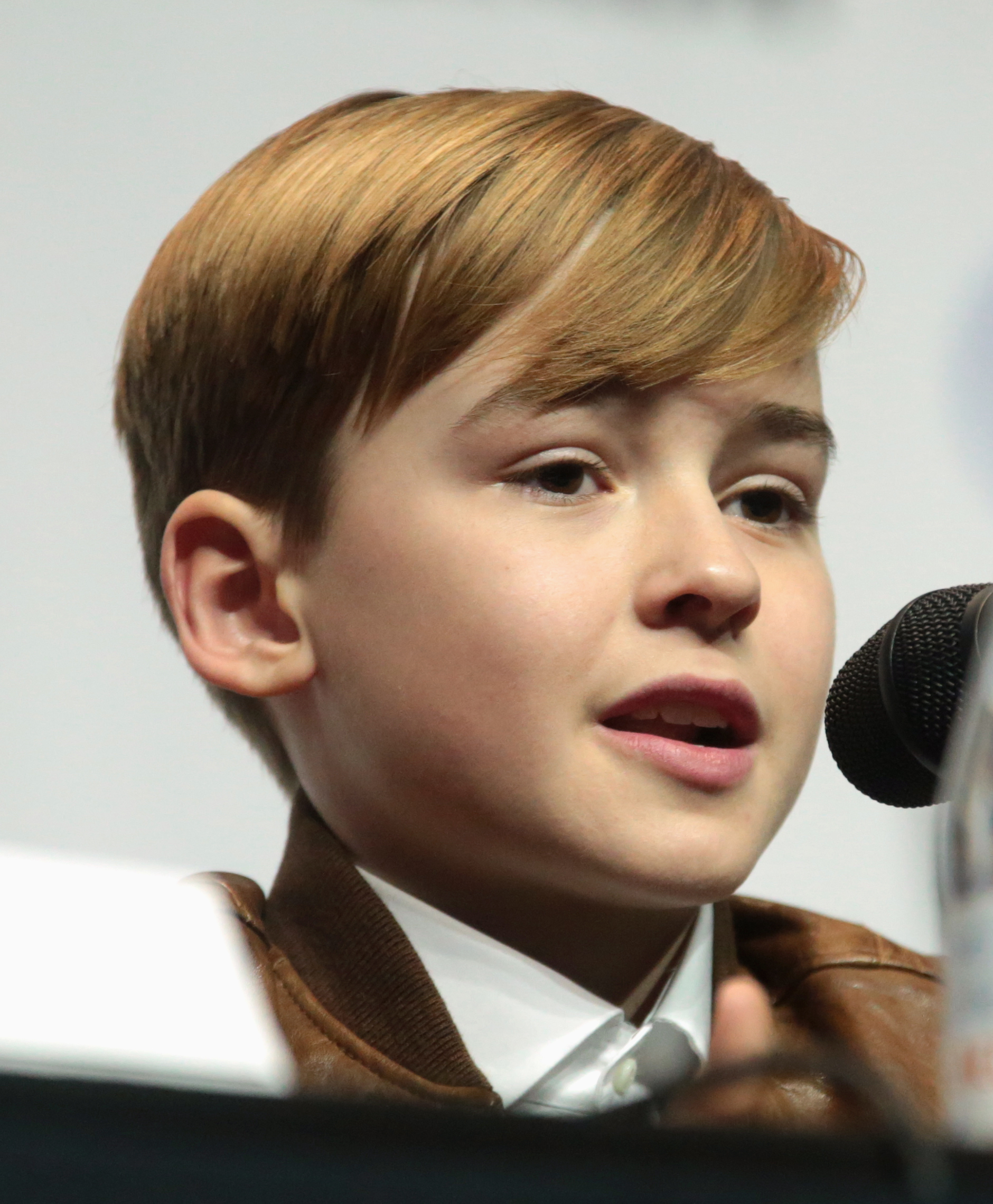
Maxwell Jenkins interprète Will Robinson.
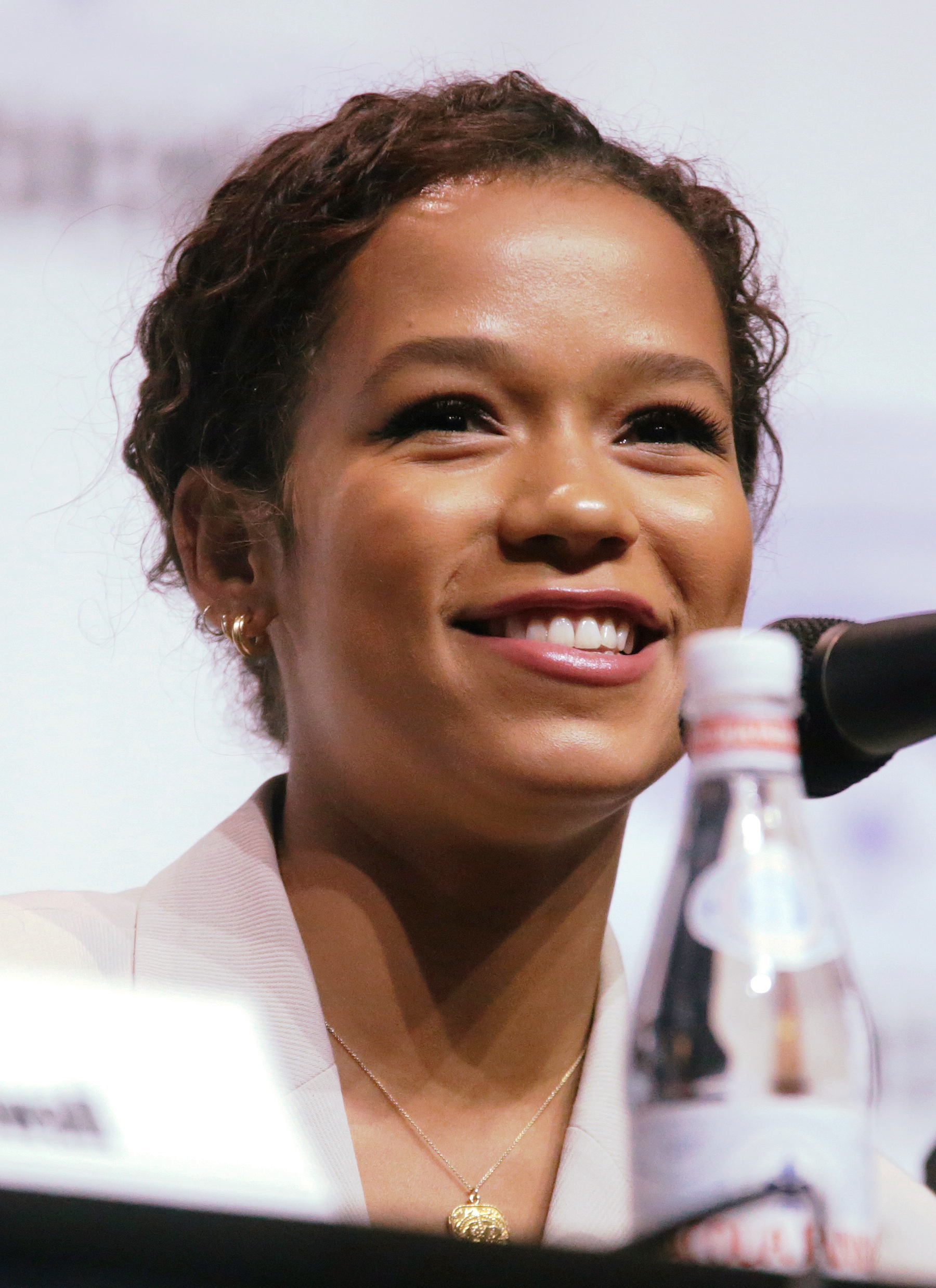
Taylor Russell interprète Judy Robinson.
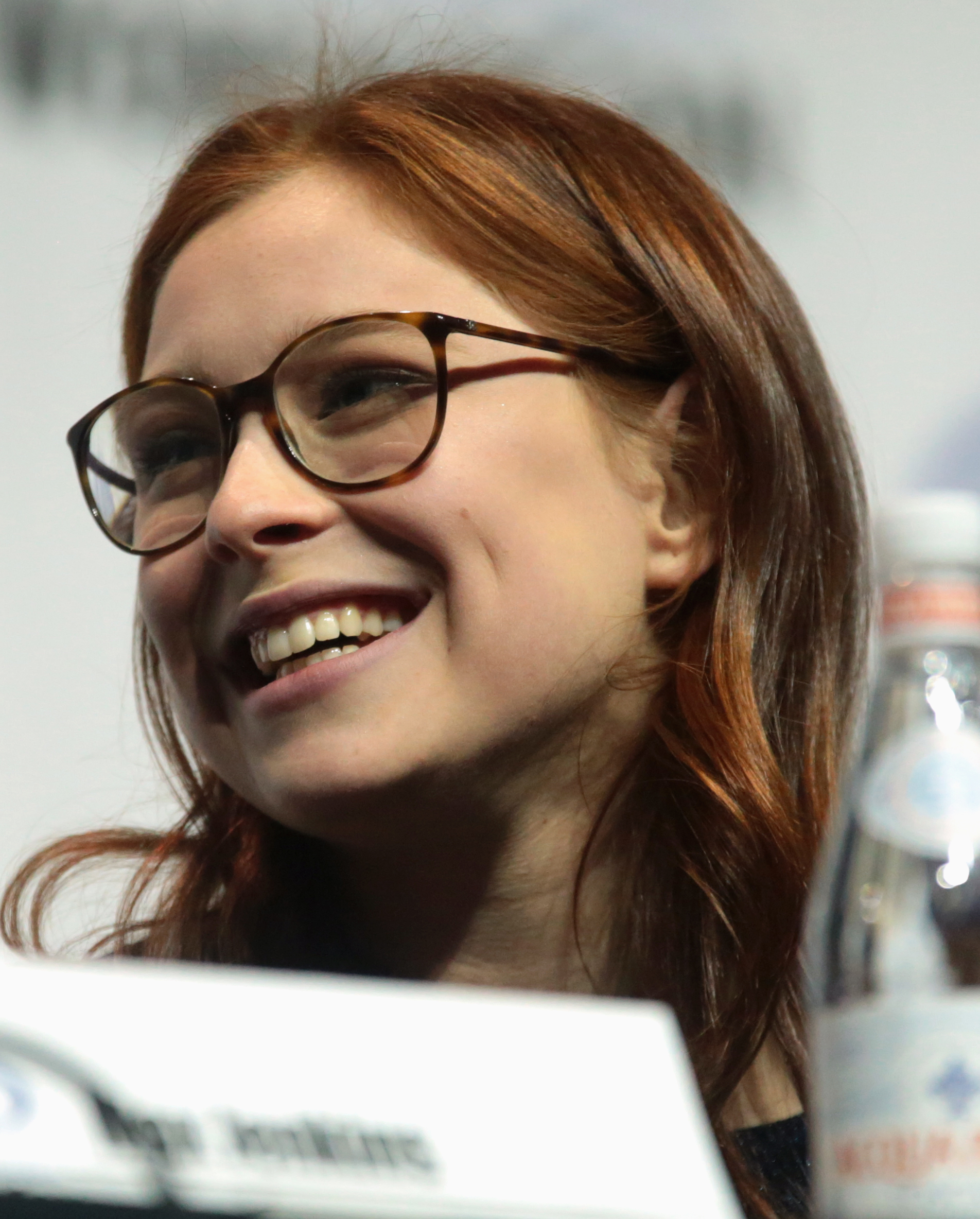
Mina Sundwall interprète Penny Robinson.
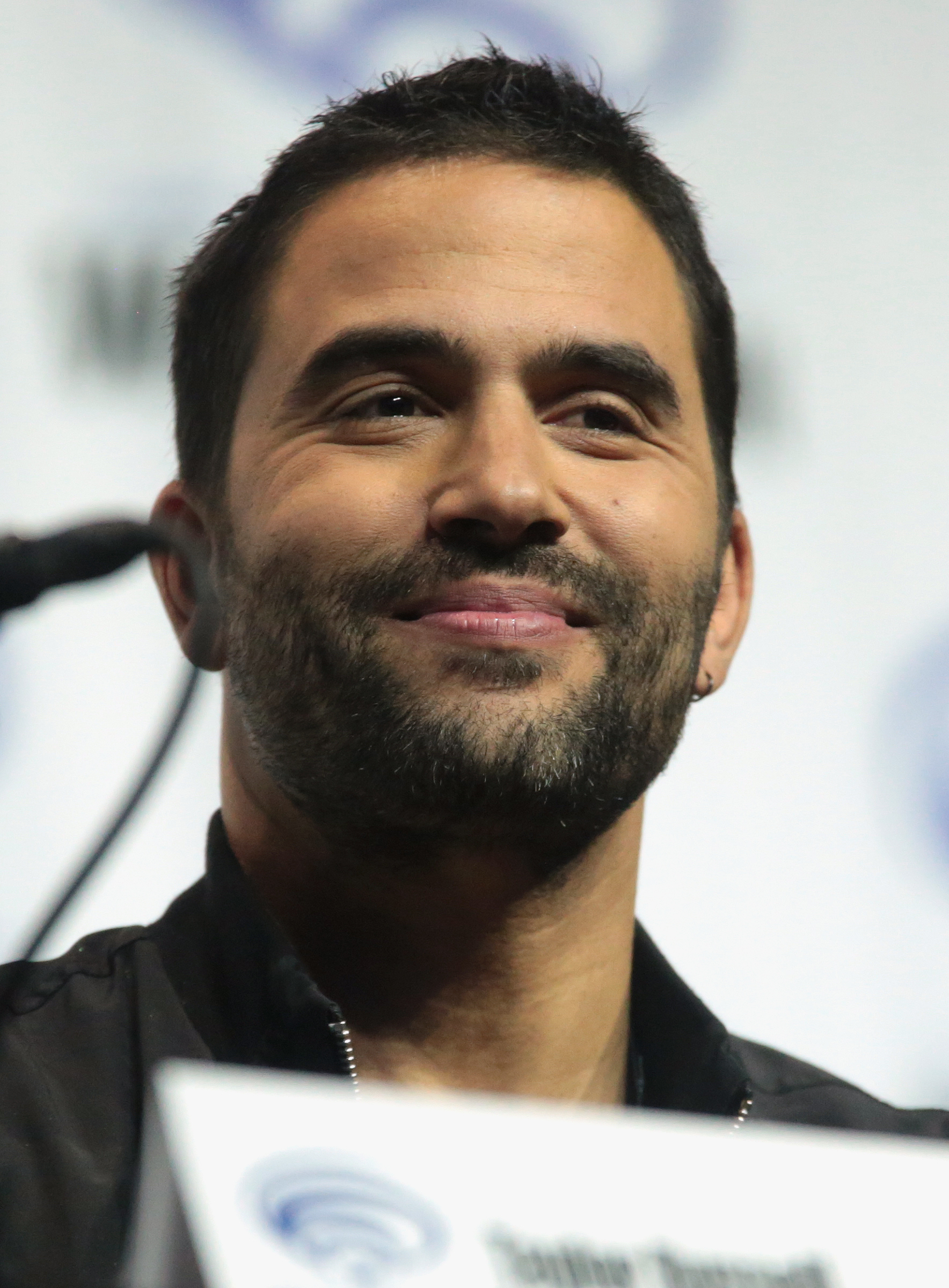
Ignacio Serricchio interprète Don West.
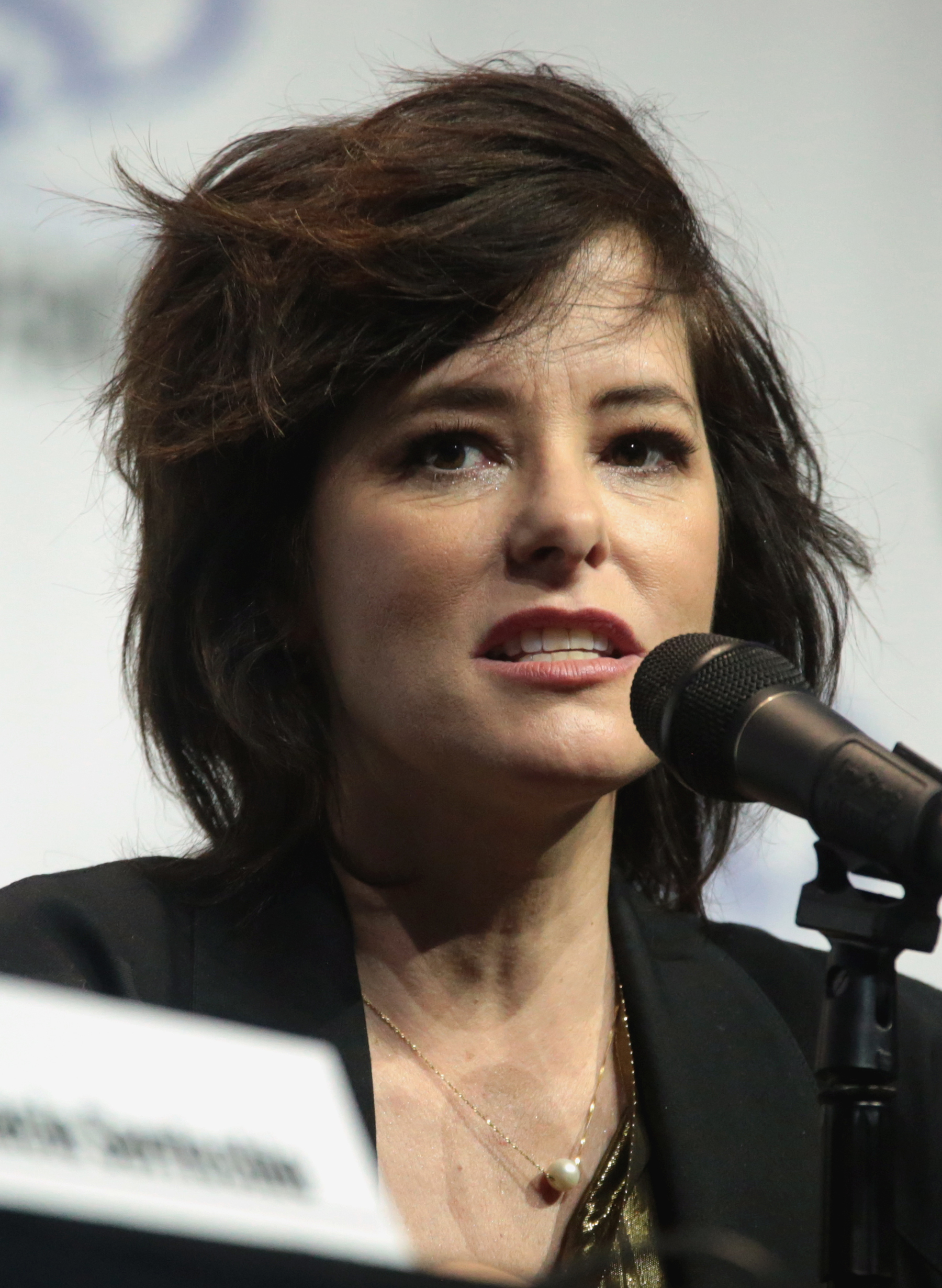
Parker Posey interprète June Harris / Dr Smith.

### Acteurs récurrents
- Raza Jaffrey (VF : Benjamin Gasquet) : Victor Dhar, délégué des colons du Résolution
- Veenu Sandhu (VF : Kahina Tagherset) : Prisha Dhar
- Kiki Sukezane (VF : Elsa Davoine): Aiko
- Amelia Burstyn (VF : Julie Léger) : Dianne
- Cary-Hiroyuki Tagawa (VF : Philippe Ariotti) : Hiroki Watanabe
- Yukari Komatsu (VF : Valérie Even) : Naoko Watanabe
- Adam Reid (en) (VF : Pierre Tessier) : Peter Beckert
- Iain Belcher (VF : Glen Hervé) : Evan
- Rowan Schlosberg (en) (VF : Jean-Michel Rucheton) : Connor
- Selma Blair : Jessica Harris
- Shaun Parkes : Capitaine Radic, commandant du Résolution
- Sakina Jaffrey : Capitaine suppléante Kamal, commandante intérimaire du Résolution

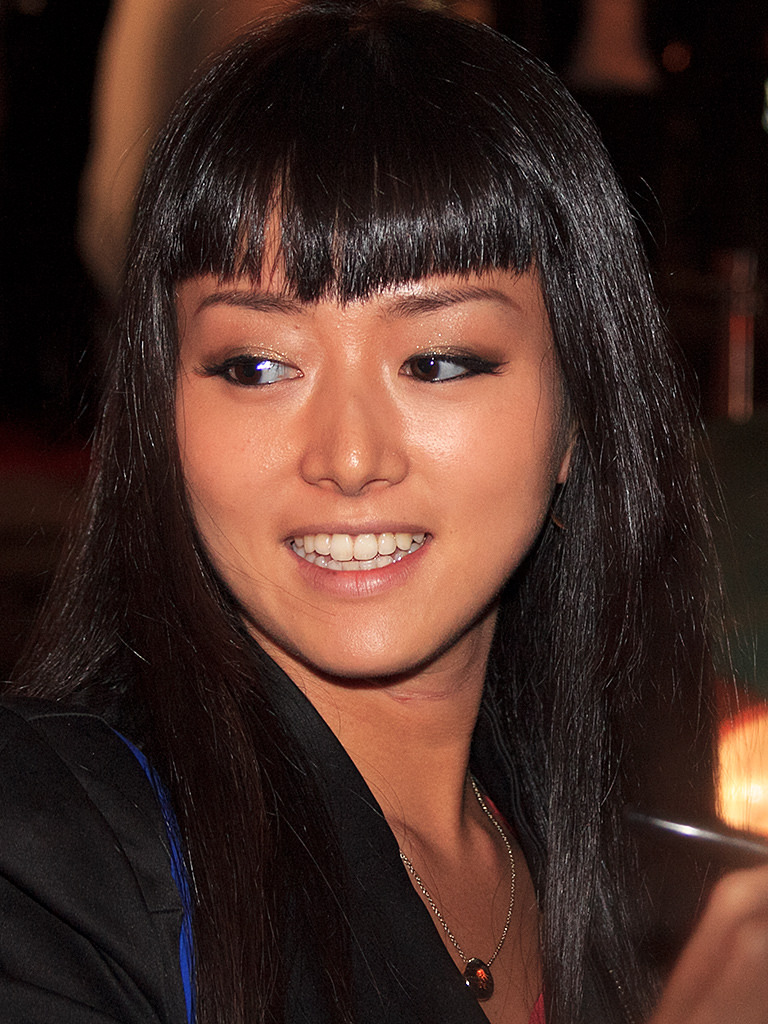
Kiki Sukezane interprète Aiko.
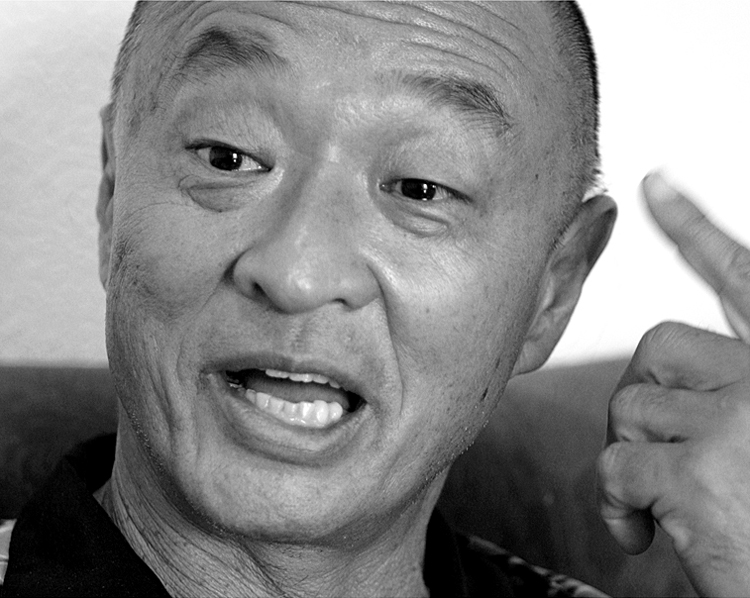
Cary-Hiroyuki Tagawa interprète Hiroki Watanabe.
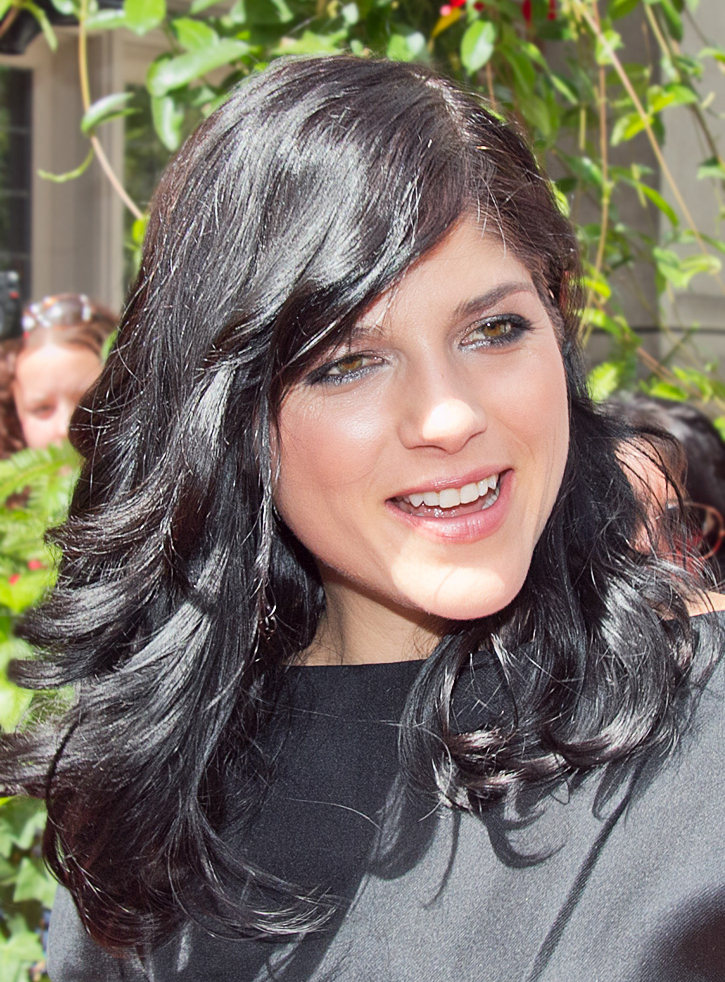
Selma Blair interprète Jessica Harris.
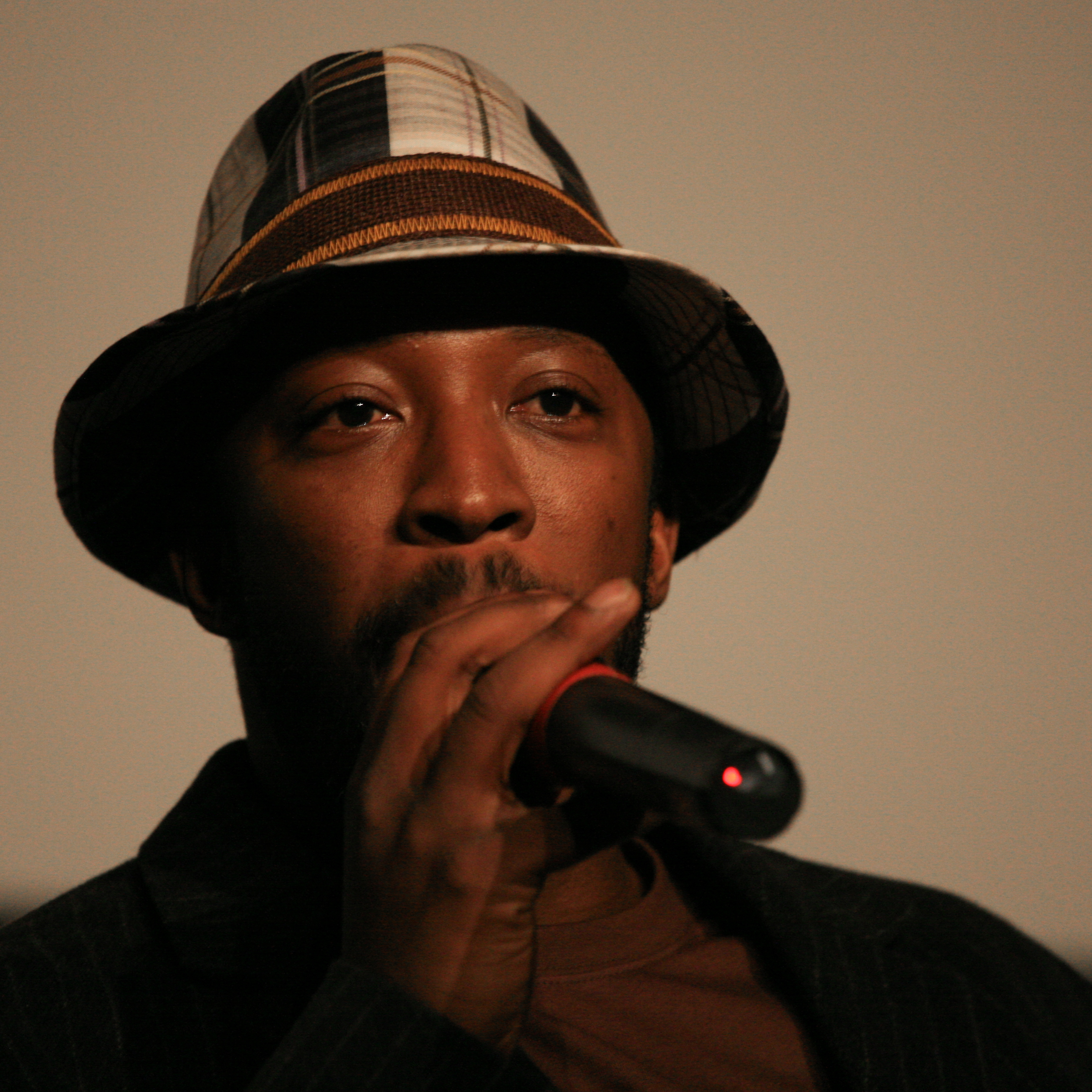
Shaun Parkes interprète le Capitaine Radic.

## Épisodes

### Épisode 4:L'Épouvantail
Maureen apprend par Hastings, agent de renseignement, et Ben Adler, son subordonné, la vérité sur le projet de colonisation : l'astéroïde qui a bouleversé l'environnement terrestre était en réalité un vaisseau extraterrestre qui s'est écrasé. Les humains ont récupéré la propulsion, le robot pilote (surnommé "l'Épouvantail", Scarecrow en anglais), ainsi que le noyau du vaisseau.Tous ces éléments leur ont servi de base de construction du Résolution. Ben est particulièrement intéressé par la capacité de Will à communiquer avec les Robots, ayant toujours rêvé de pouvoir en faire autant. 
Entretemps, la famille Robinson apprend, non sans difficulté et déception, à se réinsérer dans le Résolution. En effet, Judy est reléguée à la gestion des stocks comme tout interne de première année, alors même qu'elle avait été l'unique et compétent médecin précédemment. De son côté, Penny doit retourner en classe et a pour seule consolation d'y revoir son ex-petit ami. Quant à John, il doit déboucher le forage auquel sa fille est affectée. À la suite de l'effondrement de la plateforme de forage, il se retrouve coincé.  
La première tentative de Will et Maureen de communiquer avec Scarecrow est un échec cuisant. Parallèlement, Penny s'est arrangée pour que le Capitaine Radic découvre l'identité réelle de Smith, cette dernière est ainsi mise aux arrêts. Toutefois, elle parvient à empoisonner le Capitaine Radic, le seul à connaître ses crimes après la destruction des preuves, mais s'arrange pour le garder en vie. 